# 다카라즈카 가극단 27기생
다카라즈카 가극단 27기생은 1937년에 다카라즈카 가극단에 입단하여 1939년 또는 1940년에 초무대를 밟은 94명을 가리킨다.
1939년 초무대생의 공연연목은 유키구미 공연 「꽃과 병정」 「연대의 딸」 「일본풍속화권」, 츠키구미 공연 「소국민에게 영광있으라」 「모로코 표범」, 유키구미 공연 「도화춘」, 하나구미 공연 「태평양 행진곡」 「스페인의 흑장미」, 츠키구미 공연 「브루우 트렁크」 중 하나이며, 1940년 초무대생은 하나구미 공연 「세계의 시집」이다.

## 개요
이 기수에는 오오지 미치오, 오토와 노부코, 코시지 후부키, 츠키오카 유메지, 토고 하루코 등이 입단하였다. 오오지와 1951년 ~ 1952년에는 하나구미 조장, 1961년 ~ 1975년에는 유키구미 조장을 맡았고, 토고는 1951년 ~ 1952년에는 유키구미 조장을 맡았다. 당시 쇼치쿠 전속 아역이었던 타카미네 히데코가 이 기수로 다카라즈카 입단이 결정되었지만, 회사와의 협상이 결렬되어 입학을 단념하고 영화계에 남았다.

## 일람
입단 당시 성적순으로 정리되어있다.

### 1939년 초무대
| 예명              | 생일      | 출신지                       | 출신 학교                          | 예명의 유래                           | 애칭             | 역할 | 퇴단년도 | 비고                                                                                                |
| ----------------- | --------- | ---------------------------- | ---------------------------------- | ------------------------------------- | ---------------- | ---- | -------- | --------------------------------------------------------------------------------------------------- |
| 香久美ひかる      | 2월 16일  |                              | 윌미나여학교 고등여학부            |                                       |                  |      | 1940년   | 남편 배우 아시다 신스케                                                                             |
| 카쿠미 히카루     | 2월 16일  |                              | 윌미나여학교 고등여학부            |                                       |                  |      | 1940년   | 남편 배우 아시다 신스케                                                                             |
| 東郷晴子          | 3월 15일  | 도쿄도                       | 오우인고등여학교                   |                                       | 하코짱           | 여역 | 1955년   | 배우                                                                                                |
| 토고 하루코       | 3월 15일  | 도쿄도                       | 오우인고등여학교                   |                                       | 하코짱           | 여역 | 1955년   | 배우                                                                                                |
| 仁保海月子        | 4월 20일  | 오사카부 오사카시            | 바이카고등여학교                   |                                       | 오바아짱         | 남역 | 1944년   | 배우 요시카와 마사에                                                                                |
| 니호미 츠키코     | 4월 20일  | 오사카부 오사카시            | 바이카고등여학교                   |                                       | 오바아짱         | 남역 | 1944년   | 배우 요시카와 마사에                                                                                |
| 草岡由美          |           | 도쿄도                       |                                    |                                       |                  |      | 1945년   | |
| 쿠사오카 유미     |           | 도쿄도                       |                                    |                                       |                  |      | 1945년   | |
| 高松貴美子        |           |                              |                                    |                                       |                  |      | 1944년   | |
| 타카마츠 키미코   |           |                              |                                    |                                       |                  |      | 1944년   | |
| 霧原なつみ        |           |                              | 도쿄부립제5고등여학교              |                                       |                  |      | 1942년   | 키리하라 나츠코 (霧原なつ子)로 개명                                                                 |
| 키리하라 나츠미   |           |                              | 도쿄부립제5고등여학교              |                                       |                  |      | 1942년   | 키리하라 나츠코 (霧原なつ子)로 개명                                                                 |
| 美輪公子          |           | 오사카시                     |                                    |                                       |                  |      | 1945년   | |
| 미와 키미코       |           | 오사카시                     |                                    |                                       |                  |      | 1945년   | |
| 千成ひさご        | 11월 25일 | 도쿄도                       | 타키노가와무라립제2진조소학교      |                                       |                  |      | 1942년   | |
| 치나리 히사고     | 11월 25일 | 도쿄도                       | 타키노가와무라립제2진조소학교      |                                       |                  |      | 1942년   | |
| 嵯山都            |           | 오사카시                     |                                    |                                       |                  |      | 1944년   | |
| 사야마 미야코     |           | 오사카시                     |                                    |                                       |                  |      | 1944년   | |
| 角笛こだま        |           | 카나가와현 요코하마시        |                                    |                                       |                  |      | 1940년   | |
| 츠노부에 코다마   |           | 카나가와현 요코하마시        |                                    |                                       |                  |      | 1940년   | |
| 菫千咲            |           | 도쿄도                       |                                    |                                       |                  |      | 1940년   | |
| 스미레 치사키     |           | 도쿄도                       |                                    |                                       |                  |      | 1940년   | |
| 吹上みさを        |           | 효고현 고베시                |                                    |                                       |                  |      | 1940년   | |
| 후키아게 미사오   |           | 효고현 고베시                |                                    |                                       |                  |      | 1940년   | |
| 信貴多美路        |           | 카나가와현                   |                                    |                                       |                  |      | 1944년   | |
| 시키 타미지       |           | 카나가와현                   |                                    |                                       |                  |      | 1944년   | |
| 美鳥ひろ          |           |                              | 나가사키현립오오무라고등여학교     |                                       |                  |      | 1944년   | |
| 미토리 히로       |           |                              | 나가사키현립오오무라고등여학교     |                                       |                  |      | 1944년   | |
| 緑島なみ          |           |                              | 짓센고등여학교                     |                                       |                  |      | 1944년   | 언니 츠카사 유리나 (24)                                                                             |
| 미도리시마 나미   |           |                              | 짓센고등여학교                     |                                       |                  |      | 1944년   | 언니 츠카사 유리나 (24)                                                                             |
| 日出国瑞穂        |           |                              |                                    |                                       |                  |      | 1944년   | |
| 히데쿠니 미즈호   |           |                              |                                    |                                       |                  |      | 1944년   | |
| 山吹八重子        |           | 고베시                       |                                    |                                       |                  |      | 1940년   | |
| 야마부키 야에코   |           | 고베시                       |                                    |                                       |                  |      | 1940년   | |
| 澄川玲子          |           |                              |                                    |                                       |                  |      | 1945년   | |
| 스미카와 레이코   |           |                              |                                    |                                       |                  |      | 1945년   | |
| 港黎子            |           | 도쿄도                       |                                    |                                       |                  |      | 1940년   | |
| 미나토 레이코     |           | 도쿄도                       |                                    |                                       |                  |      | 1940년   | |
| 四季妙子          |           | 후쿠오카현                   |                                    |                                       |                  |      | 1941년   | |
| 시마 타에코       |           | 후쿠오카현                   |                                    |                                       |                  |      | 1941년   | |
| 葦城まこと        | 6월 13일  | 오사카부 오사카시            | 오오테마에고등여학교               |                                       | 시모상           |      | 1953년   | |
| 아지로 마코토     | 6월 13일  | 오사카부 오사카시            | 오오테마에고등여학교               |                                       | 시모상           |      | 1953년   | |
| 峰乃紅葉          |           |                              |                                    |                                       |                  |      | 1940년   | |
| 미네노 모미지     |           |                              |                                    |                                       |                  |      | 1940년   | |
| 霞千恵子          | 3월 29일  |                              |                                    |                                       |                  |      | 1943년   | 언니 타마가와 키요코 (16) 언니 마키 요코 (21) 조카 쇼 스미레 (54)                                   |
| 카스미 치에코     | 3월 29일  |                              |                                    |                                       |                  |      | 1943년   | 언니 타마가와 키요코 (16) 언니 마키 요코 (21) 조카 쇼 스미레 (54)                                   |
| 山路すみれ        |           |                              | 도쿄부립제1고등여학교              |                                       |                  |      | 1941년   | |
| 야마지 스미레     |           |                              | 도쿄부립제1고등여학교              |                                       |                  |      | 1941년   | |
| 匂千里            |           | 오사카시                     |                                    |                                       |                  |      | 1945년   | |
| 니오이 치사토     |           | 오사카시                     |                                    |                                       |                  |      | 1945년   | |
| 花乃香保里        |           |                              |                                    |                                       |                  |      | 1940년   | |
| 하나노 카오리     |           |                              |                                    |                                       |                  |      | 1940년   | |
| 月丘夢路          | 10월 14일 | 히로시마현 히로시마시 나카구 | 히로시마현립히로시마고등여학교     |                                       | 츠메             | 여역 | 1943년   | 배우 남편 영화감독 이노우에 우메츠구 친딸 이노우에 에미 친동생 츠키오카 치아키 친동생 츠키오카 요코 |
| 츠키오카 유메지   | 10월 14일 | 히로시마현 히로시마시 나카구 | 히로시마현립히로시마고등여학교     |                                       | 츠메             | 여역 | 1943년   | 배우 남편 영화감독 이노우에 우메츠구 친딸 이노우에 에미 친동생 츠키오카 치아키 친동생 츠키오카 요코 |
| 遠山美乃里        |           |                              | 교토부립아야베고등여학교           |                                       |                  | 여역 | 1945년   | |
| 토오야마 미노리   |           |                              | 교토부립아야베고등여학교           |                                       |                  | 여역 | 1945년   | |
| 双葉弘子          |           | 고베시                       |                                    |                                       |                  |      | 1943년   | 배우                                                                                                |
| 후타바 히로코     |           | 고베시                       |                                    |                                       |                  |      | 1943년   | 배우                                                                                                |
| 高立葵            |           |                              | 요코하마에이와여학교               |                                       |                  |      | 1944년   | |
| 타카다치 아오이   |           |                              | 요코하마에이와여학교               |                                       |                  |      | 1944년   | |
| 加茂みやじ        |           | 오사카시                     |                                    |                                       |                  |      | 1944년   | 모델 KFG 이사회장                                                                                   |
| 카모 미야지       |           | 오사카시                     |                                    |                                       |                  |      | 1944년   | 모델 KFG 이사회장                                                                                   |
| 星空光子          |           | 카나가와현                   |                                    |                                       |                  |      | 1940년   | |
| 호시조라 미츠코   |           | 카나가와현                   |                                    |                                       |                  |      | 1940년   | |
| 木船三緒子        |           | 러시아 블라디보스토크        |                                    |                                       |                  |      | 1944년   | |
| 키부네 미오코     |           | 러시아 블라디보스토크        |                                    |                                       |                  |      | 1944년   | |
| 珠智浩子          |           | 도쿄도                       |                                    |                                       |                  |      | 1940년   | |
| 타마토모 히로코   |           | 도쿄도                       |                                    |                                       |                  |      | 1940년   | |
| 安藝みさヽ        |           | 고베시                       |                                    |                                       |                  |      | 1944년   | |
| 아키 미사사       |           | 고베시                       |                                    |                                       |                  |      | 1944년   | |
| 對馬衣郁美        |           |                              |                                    |                                       | 西岡さん         |      | 1950년   | 배우 남편 미카와 요이치로                                                                           |
| 츠시마 이츠미     |           |                              |                                    |                                       | 西岡さん         |      | 1950년   | 배우 남편 미카와 요이치로                                                                           |
| 東路美代子        |           | 도쿄도                       |                                    |                                       |                  |      | 1948년   | |
| 아즈마지 미요코   |           | 도쿄도                       |                                    |                                       |                  |      | 1948년   | |
| 美波洋子          |           | 도쿄도                       |                                    |                                       |                  |      | 1944년   | |
| 미나미 요코       |           | 도쿄도                       |                                    |                                       |                  |      | 1944년   | |
| 錦江みふね        |           | 오사카시                     |                                    |                                       |                  |      | 1944년   | |
| 니시키에 미후네   |           | 오사카시                     |                                    |                                       |                  |      | 1944년   | |
| 矢車揚子          |           | 오사카시                     |                                    |                                       |                  |      | 1943년   | |
| 야구루마 요코     |           | 오사카시                     |                                    |                                       |                  |      | 1943년   | |
| 大町ひろ子        |           | 효고현                       |                                    |                                       |                  |      | 1940년   | |
| 오오마치 히로코   |           | 효고현                       |                                    |                                       |                  |      | 1940년   | |
| 瞳うらゝ          | 11월 8일  | 오사카부 오사카시            | 슈우에이진조소학교                 | 호리 세이키가 명명                    | 밋짱, 무라오카상 | 여역 | 1963년   | 엄마 히사노 미츠코 (11)                                                                             |
| 히토미 우라라     | 11월 8일  | 오사카부 오사카시            | 슈우에이진조소학교                 | 호리 세이키가 명명                    | 밋짱, 무라오카상 | 여역 | 1963년   | 엄마 히사노 미츠코 (11)                                                                             |
| 若狭はるみ        |           | 도쿄도                       |                                    |                                       |                  |      | 1941년   | |
| 와카사 하루미     |           | 도쿄도                       |                                    |                                       |                  |      | 1941년   | |
| 高見よし子        |           | 고베시                       |                                    |                                       |                  |      | 1941년   | |
| 타카미 요시코     |           | 고베시                       |                                    |                                       |                  |      | 1941년   | |
| 宮城秀子          |           |                              |                                    |                                       |                  |      | 1941년   | 마리 미야코 (鞠美也子)로 개명 언니 키노카와 루리코 (24)                                             |
| 미야기 히데코     |           |                              |                                    |                                       |                  |      | 1941년   | 마리 미야코 (鞠美也子)로 개명 언니 키노카와 루리코 (24)                                             |
| 柳孝子            |           |                              |                                    |                                       |                  |      | 1942년   | |
| 야나기 타카코     |           |                              |                                    |                                       |                  |      | 1942년   | |
| 国原美秋          |           | 도쿄도                       |                                    |                                       | 이노상           |      | 1945년   | 배우                                                                                                |
| 쿠니하라 미아키   |           | 도쿄도                       |                                    |                                       | 이노상           |      | 1945년   | 배우                                                                                                |
| 彌栄邦子          |           | 후쿠오카현 키타큐슈시        |                                    |                                       |                  |      | 1944년   | |
| 야사카 쿠니코     |           | 후쿠오카현 키타큐슈시        |                                    |                                       |                  |      | 1944년   | |
| 乙羽信子          | 10월 1일  | 돗토리현 요나고시            |                                    | 양어머니가 믿는 새 종교의 교사가 명명 | 오카지           | 여역 | 1950년   | 배우 남편 신도 카네토                                                                               |
| 오토와 노부코     | 10월 1일  | 돗토리현 요나고시            |                                    | 양어머니가 믿는 새 종교의 교사가 명명 | 오카지           | 여역 | 1950년   | 배우 남편 신도 카네토                                                                               |
| 花藻ゆかり        |           | 오사카시                     |                                    |                                       |                  |      | 1944년   | 언니 마츠노 토모코 (12) 언니 아리카와 츠네코 (21) 조카 치구사 미카게 (48)                           |
| 하나모 유카리     |           | 오사카시                     |                                    |                                       |                  |      | 1944년   | 언니 마츠노 토모코 (12) 언니 아리카와 츠네코 (21) 조카 치구사 미카게 (48)                           |
| 櫻木久美子        |           | 카가와현                     |                                    |                                       |                  |      | 1944년   | 사쿠라기 테루코 (櫻木暎子)로 개명                                                                   |
| 사쿠라기 쿠미코   |           | 카가와현                     |                                    |                                       |                  |      | 1944년   | 사쿠라기 테루코 (櫻木暎子)로 개명                                                                   |
| 美里まり          |           | 치바현                       |                                    |                                       |                  |      | 1944년   | |
| 미사토 마리       |           | 치바현                       |                                    |                                       |                  |      | 1944년   | |
| 青空ますみ        |           | 카고시마현 카고시마시        |                                    |                                       |                  |      | 1945년   | |
| 아오조라 마스미   |           | 카고시마현 카고시마시        |                                    |                                       |                  |      | 1945년   | |
| 松風浦子          |           | 고베시                       |                                    |                                       |                  |      | 1944년   | |
| 마츠카제 우라코   |           | 고베시                       |                                    |                                       |                  |      | 1944년   | |
| 若駒すゝむ        |           | 고베시                       |                                    |                                       |                  |      | 1940년   | |
| 와카코마 스스무   |           | 고베시                       |                                    |                                       |                  |      | 1940년   | |
| 菊野華子          |           |                              |                                    |                                       |                  |      | 1941년   | |
| 키쿠노 하나코     |           |                              |                                    |                                       |                  |      | 1941년   | |
| 城山明子          |           | 효고현                       |                                    |                                       |                  |      | 1941년   | |
| 시로야마 아키코   |           | 효고현                       |                                    |                                       |                  |      | 1941년   | |
| 朝洋光子          |           | 효고현 아시야시              |                                    |                                       |                  | 両役 | 1948년   | |
| 아사기 미츠코     |           | 효고현 아시야시              |                                    |                                       |                  | 両役 | 1948년   | |
| 若葉緑            |           | 홋카이도                     |                                    |                                       |                  |      | 1944년   | |
| 와카바 미도리     |           | 홋카이도                     |                                    |                                       |                  |      | 1944년   | |
| 秦名千壽子        |           | 도쿄도                       |                                    |                                       |                  |      | 1945년   | |
| 하루나 치즈코     |           | 도쿄도                       |                                    |                                       |                  |      | 1945년   | |
| 三保松子          |           | 고베시                       |                                    |                                       |                  |      | 1948년   | |
| 미호 마츠코       |           | 고베시                       |                                    |                                       |                  |      | 1948년   | |
| 瑠璃豊美          | 5월 3일   | 효고현 히메지시              | 오노미치츠유학교                   | 오노미치에서 따옴                     | 테루코상, 테루짱 | 여역 | 1984년   | |
| 루리 토요미       | 5월 3일   | 효고현 히메지시              | 오노미치츠유학교                   | 오노미치에서 따옴                     | 테루코상, 테루짱 | 여역 | 1984년   | |
| 源君子            |           | 오이타현 벳푸시              |                                    |                                       |                  |      | 1943년   | |
| 미나모토 키미코   |           | 오이타현 벳푸시              |                                    |                                       |                  |      | 1943년   | |
| 深山狭霧          |           | 치바현                       |                                    |                                       |                  |      | 1940년   | |
| 미야마 사기리     |           | 치바현                       |                                    |                                       |                  |      | 1940년   | |
| 吾妻景子          |           |                              |                                    |                                       |                  |      | 1941년   | |
| 아즈마 케이코     |           |                              |                                    |                                       |                  |      | 1941년   | |
| 小草ひとみ        |           |                              | 코우란여학교                       |                                       |                  |      | 1941년   | |
| 코구사 히토미     |           |                              | 코우란여학교                       |                                       |                  |      | 1941년   | |
| 七生義子          |           | 고베시                       |                                    |                                       |                  |      | 1941년   | |
| 나나오 요시코     |           | 고베시                       |                                    |                                       |                  |      | 1941년   | |
| 壬生櫻子          | 10월 24일 | 교토부 교토시                |                                    | 살고 있는 지역에서 따옴               | 치-코            | 남역 | 1961년   | 언니 에지마 유키 (28)                                                                               |
| 미부 사쿠라코     | 10월 24일 | 교토부 교토시                |                                    | 살고 있는 지역에서 따옴               | 치-코            | 남역 | 1961년   | 언니 에지마 유키 (28)                                                                               |
| 千汐貴子          |           | 와카야마현                   |                                    |                                       |                  |      | 1943년   | |
| 치시오 타카코     |           | 와카야마현                   |                                    |                                       |                  |      | 1943년   | |
| 大路三千緒        | 2월 21일  | 도쿄도                       | 릿쿄고등여학교                     |                                       | 밋짱, 미치코짱   | 남역 | 1980년   | 배우. 동생 치요 카오루 (31) 조카 아시부에 루카 (63) 다카라즈카 가극단 연기 · 대사 강사              |
| 오오지 미치오     | 2월 21일  | 도쿄도                       | 릿쿄고등여학교                     |                                       | 밋짱, 미치코짱   | 남역 | 1980년   | 배우. 동생 치요 카오루 (31) 조카 아시부에 루카 (63) 다카라즈카 가극단 연기 · 대사 강사              |
| 紅菊京子          |           | 후쿠오카현 쿠루메시          |                                    |                                       |                  |      | 1941년   | |
| 베니기쿠 쿄코     |           | 후쿠오카현 쿠루메시          |                                    |                                       |                  |      | 1941년   | |
| 水月美奈子        |           |                              | 도쿄여자고등사범학교부속고등여학교 |                                       |                  |      | 1943년   | |
| 미나즈키 미나코   |           |                              | 도쿄여자고등사범학교부속고등여학교 |                                       |                  |      | 1943년   | |
| 越路吹雪          | 2월 18일  | 도쿄도 치요다구              | 나가노현립이야마고등여학교         | 니이가타에서 입학                     | 코-짱            | 남역 | 1951년   | 샹송가수로써 많은 명곡을 일본에 소개함. 남편 작곡가 나이토 츠네미                                   |
| 코시지 후부키     | 2월 18일  | 도쿄도 치요다구              | 나가노현립이야마고등여학교         | 니이가타에서 입학                     | 코-짱            | 남역 | 1951년   | 샹송가수로써 많은 명곡을 일본에 소개함. 남편 작곡가 나이토 츠네미                                   |
| 江戸町花代        |           | 도쿄도                       |                                    |                                       |                  |      | 1944년   | |
| 에도마치 하나요   |           | 도쿄도                       |                                    |                                       |                  |      | 1944년   | |
| 京町やよひ        |           | 오사카시                     |                                    |                                       |                  |      | 1940년   | |
| 쿄마치 야요히     |           | 오사카시                     |                                    |                                       |                  |      | 1940년   | |
| 白露玉美          |           | 오사카시                     |                                    |                                       |                  |      | 1944년   | |
| 시라츠유 타마미   |           | 오사카시                     |                                    |                                       |                  |      | 1944년   | |
| 環春代            |           | 오사카부                     |                                    |                                       |                  |      | 1944년   | |
| 타마키 하루요     |           | 오사카부                     |                                    |                                       |                  |      | 1944년   | |
| 浦島歌女          | 4월 13일  | 오사카부                     |                                    | 아버지가 동화에서 입담이 좋은 것      | 오데코           | 여역 | 1957년   | 배우 우라시마 치카코 언니 유리 사요코 (23) 조카 아리스 미키 (63)                                    |
| 우라시마 우타메   | 4월 13일  | 오사카부                     |                                    | 아버지가 동화에서 입담이 좋은 것      | 오데코           | 여역 | 1957년   | 배우 우라시마 치카코 언니 유리 사요코 (23) 조카 아리스 미키 (63)                                    |
| 若浦潮            |           |                              | 나가노현마츠모토고등여학교         |                                       |                  |      | 1944년   | |
| 와카우라 우시오   |           |                              | 나가노현마츠모토고등여학교         |                                       |                  |      | 1944년   | |
| 都山かすみ        |           | 고베시                       |                                    |                                       |                  |      | 1944년   | |
| 토야마 카스미     |           | 고베시                       |                                    |                                       |                  |      | 1944년   | |
| 海山幸子          |           | 오사카시                     |                                    |                                       |                  |      | 1940년   | 배우 남편 신 킨조                                                                                   |
| 우미야마 사치코   |           | 오사카시                     |                                    |                                       |                  |      | 1940년   | 배우 남편 신 킨조                                                                                   |
| 秋津ゆたか        |           |                              | 효고현립제1고베고등여학교          |                                       |                  |      | 1940년   | |
| 아키츠 유타카     |           |                              | 효고현립제1고베고등여학교          |                                       |                  |      | 1940년   | |
| 弥生美也子        |           |                              |                                    |                                       |                  |      | 1944년   | |
| 야요이 미야코     |           |                              |                                    |                                       |                  |      | 1944년   | |
| 染川佐保子        | 3월 26일  | 오사카부 오사카시            |                                    | 사호히메의 전설에서 따옴              | 요네코상         |      | 1954년   | |
| 소메카와 사호코   | 3월 26일  | 오사카부 오사카시            |                                    | 사호히메의 전설에서 따옴              | 요네코상         |      | 1954년   | |
| 高潮わたる        |           | 오사카부                     |                                    |                                       |                  |      | 1940년   | |
| 타카시오 와타루   |           | 오사카부                     |                                    |                                       |                  |      | 1940년   | |
| 深雪町子          |           |                              |                                    |                                       |                  |      | 1944년   | |
| 미유키 마치코     |           |                              |                                    |                                       |                  |      | 1944년   | |
| 桐野一葉          |           | 오이타현                     |                                    |                                       |                  |      | 1940년   | |
| 키리노 이치요     |           | 오이타현                     |                                    |                                       |                  |      | 1940년   | |
| 朝霧早苗          | 10월 27일 | 효고현 고베시                |                                    |                                       | 우에못짱         | 여역 | 1965년   | |
| 아사기리 사나에   | 10월 27일 | 효고현 고베시                |                                    |                                       | 우에못짱         | 여역 | 1965년   | |
| 美鶴千羽子        |           | 효고현                       |                                    |                                       |                  |      | 1940년   | |
| 미츠루 치와코     |           | 효고현                       |                                    |                                       |                  |      | 1940년   | |
| 鼓滝子            |           | 효고현                       |                                    |                                       |                  |      | 1940년   | |
| 츠즈미 타키코     |           | 효고현                       |                                    |                                       |                  |      | 1940년   | |
| 紅花つどひ        |           |                              |                                    |                                       |                  |      | 1942년   | |
| 베니바나 츠도히   |           |                              |                                    |                                       |                  |      | 1942년   | |
| 旭島映子          |           |                              |                                    |                                       |                  |      | 1948년   | |
| 아사히지마 에이코 |           |                              |                                    |                                       |                  |      | 1948년   | |
| 曙明子            |           | 도쿄도                       |                                    |                                       |                  |      | 1939년   | |
| 아케보노 아키코   |           | 도쿄도                       |                                    |                                       |                  |      | 1939년   | |

### 1940년 초무대
| 예명          | 생일 | 출신지 | 출신 학교 | 예명의 유래 | 애칭 | 역할 | 퇴단년도 | 비고 |
| ------------- | ---- | ------ | --------- | ----------- | ---- | ---- | -------- | ---- |
| 小町みどり    |      |        |           |             |      |      | 1944년   |      |
| 코마치 미도리 |      |        |           |             |      |      | 1944년   |      |